# Villers-Bocage (Somme)
Villers-Bocage település Franciaországban, Somme megyében. Lakosainak száma 1509 fő (2022. január 1.). Villers-Bocage Bertangles, Coisy, Flesselles, Molliens-au-Bois, Montonvillers, Naours, Poulainville, Rainneville, Rubempré és Talmas községekkel határos.

## Népesség
A település népessége az elmúlt években az alábbi módon változott:
| Lakosok száma | 1407 | 1382 | 1482 | 1422 | 1428 | 1435 | 1435 | 1459 | 1509 |
|               | 2013 | 2015 | 2016 | 2017 | 2018 | 2019 | 2020 | 2021 | 2022 |